# Клан Б'юкен

Герб вождів клану Бухан Охмакой.

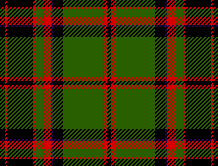
Тартан клану Бухан Охмакой.

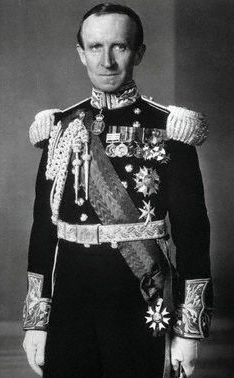
Джон Б'юкен - І барон Твідсмур.

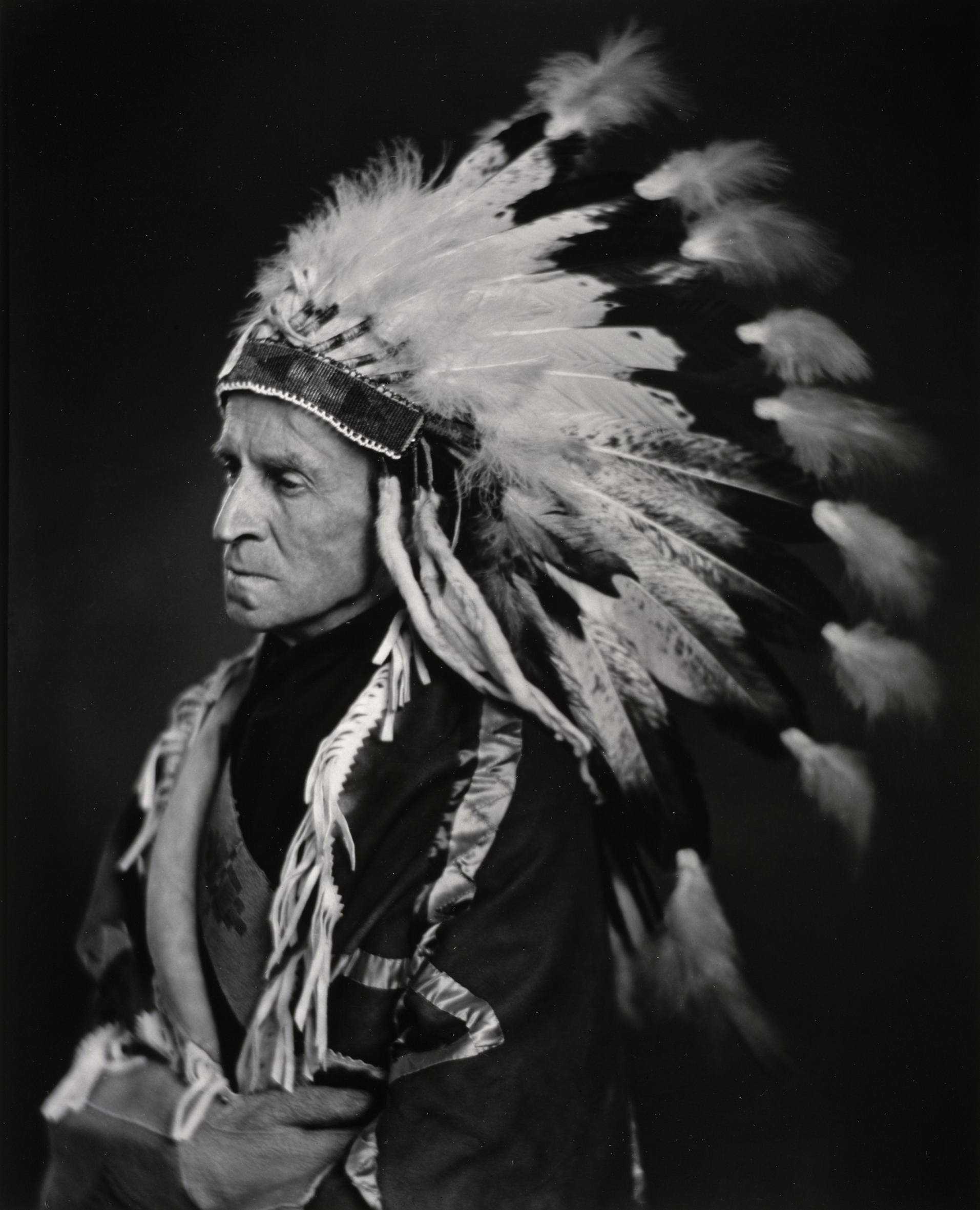
Джон Б'юкен - І барон Твідсмур в одязі канадських аборигенів. Фото 1937 року.

Клан Б'юкен (гельск. - Buchan) – клан Бухан – один з кланів рівнинної Шотландії (Лоуленда). Назва Б'юкен – англоїзована гельска назва Бухан. Клан Б'юкен не має ніякого відношення до клану Б'юкенан не дивлячись на подібну назву. Крім того, клан Б'юкен вважається септою клану Комін. 
Гасло клану: Non inferiora secutus – Не поступатися! (лат.)
Символ клану : соняшник
Землі клану: Бухан
Вождь клану: Девід Бухан Охмакой (шотл. - David Buchan of Auchmacoy)
Центр клану: Замок Охмакой-хаус

## Історія клану Б'юкен

### Походження клану Бухан
Походження назви клану – територіальне. Клан взяв свою назву від землі Бухан в Абердінширі та Банфширі, об’єднавши всіх людей цієї землі, що не входили до кланів Комін, Стюарт, Ерскін, що панували в той час на землях цього графства. Графство Бухан було в ті часи найсильнішим графством на межі між Хайлендом та Лоулендом. Давнє мормерство, а потім графство Бухан належало вождям клану Комін. Але потім клан Комін втратив графство Бухан після того, як клан Комін почав ворогувати з Робертом Брюсом і був розбитий. Титул графа Бухан перейшов до Олександра Стюарта. Цей граф Бухан був також відомий як «Вовк Баденох». Першим відомим вождем клану Бухан був Рікардо де Бюшан, клерк єпископа Абердіна в 1207 - 1208 роках. Клан Бухан орендував землі біля Абердіна, клан згадується у документах 1281 року. Люди цього клану розселялися як на південь, так і на північ від земель графства. Ендрю Бухан (пом. у 1309 році) був єпископом Кейтнесса. Томас Бухан з Единбургу присягав на вірність англійському королю Едуарду І Довгоногому у 1296 році після англійського завоювання Шотландії. Малкольм та Патрік Бухан були орендаторами клану Дуглас в Мортоні. Одна з гілок клану Бухан володіла земля біля Единбургу. Саме від цієї гілки походить гребінь клану, на якому зображено сонце. 

### Бухан Охмакой
Невідомо, коли клан Бухан отримав у володіння землі Охмакой. Але у 1446 році Ендрю Бухан Охмакой був серед тих, кого призначили врегулювати питання щодо меж земель лікарні Святого Петра. Вважається, що землі Охмакой були у володіннях клану Бухан ще на початку XIV століття. 
Найвідормішою септою клану Бухан в Абердінширі була септа Бухан Охмакой, що походила від Ендрю Бухана Охмакоя (близько 1446 – 1457 років). Його старший син Ендрю Бухан отримав від короля Шотландії Якова IV грамоту на володіння землями Охмакой та Ойкоторн у 1503 році. Олександр Бухан – VII вождь клану Бухан у 1598 році отримав титул барона і в 1624 році передав ці землі і титул сину Джеймсу Бухану, що був запеклим прибічником короля Карла II. 

### XVII – XVIII століття
Під час громадянської війни на Британських островах клан Бухан підтримував роялістів. Більше того, вони були переконаними роялістами і фанатичними прихильниками династії Стюартів. 
Томас Бухан Охмакой – третій син Джеймса Бухана Охмакоя був відомим генералом якобітів. Він був професійним солдатом. Він воював у Франції та Голландії. Він служив у шотландському полку Дугласа королю Франції. У 1686 році він став полковником в армії графа Мар, що воювали за Джеймса VII Шотландського. Він став під прапори «Боні Данді» Джона Грема, І віконта Данді - Грехема Клеверхауса і брав участь у битві під Кіллікранкі в 1689 році. Після загибелі Грехема Клеверхауса він очолив армію Якова VII в Шотландії, став ватажком всіх якобітів, отримав повноваження від короля, що тоді перебував в Ірландії. Але 1 травня 1690 року він був розгромлений під Кромдейлом генералом Урядових військ Х’ю МакКеєм. Після розгрому армії Томас Бухан вцілів, втік від переслідувачів, приєднався до загонів клану Фаркухарсон, які закликали його продовжити війну і піти у наступ. З боями вони пройшли від Абергелді до Меарнсу. Потім він втік до Франції в 1692 році, звідки невдало вимагав йому повернення земель «графства Бухан». XI лерд Охмакой служив в армії свого дядька – генерала, а потім став чиновником при дворі короля Франції Людовика XIV. Томас Бухан повернувся до Шотландії у 1715 році, коли в Шотландії спалахнуло нове повстання якобітів. Він брав участь у битві під Шеріффмуйр. Помер Томас Бухан 1721 року до кінця підтримуючи Стюартів, що були у вигнанні.

### XIX – XX століття
Джеймс Бухан -  XIV лерд успадкував титул, землі і майно в 1830 році, але мав з дітей тільки дочку. Після її смерті у 1910 році володіння перейшли до її кузена – сера Нормана МакЛауда – XVIII графа Кейтнесс, що в 1913 році взяв прізвище і герб вождя клану Б'юкен Охмакой. Його дочка – леді Олівія Б'юкен була матір'ю нинішнього вождя клану. 
Септа Б'юкен Кернбалг веде своє походження від Джона – молодшого брата генерала Томаса, що не поділяв поглядів якобітів свого старшого брата і служив офіцером у ворожій армії протестантів Вільгельма Оранського. Політичні суперечності між цими двома септами клану були забуті, коли Томас – XII лерд Охмакой одружився в Единбурзі з дочкою свого кузена Миколи – спадкоємиці Кернбалгу. 
Найвідомішою людиною з клану Бухан був Джон Бакен Твідсмур, автор романів «Тридцять дев'ять кроків» та «Грінмантл». Він був депутатом парламенту та генерал-губернатором Канади в 1935 – 1940 роках. 
Генерал-майор Росс Стюарт Б'юкен служив в армії Австралії. Він брав участь у війні у В'єтнамі.

## Септи і прізвища клану Бухан
Basken, Baskin, Bede, Buchan, Bichan, Bichen, Bonnieville, Boyne, Buck, Buckie, Bucky, Cawsell, Chapp, Chrystal, Clapperton, Coscrach, Costie, Costy, Cranach, Crannach, Cruddon, Cruden, Crudon, Crystal, Crystal, Crystall, Fitchie, Fitchy, Gammerie, Gammery, Hardin, Hardman, Hardnan, Kermack, Leisk, Mac, Meason, Merson, Mondie, Mondy, Mundie, Mundy, Nible, Niblo, Ogston, Ogstone, Ogstoun, Prince, Ratcliff, Ratliff, Rattcliff, Rattliff, Runcie, Runcy, Shakle, Tarves, Tarvis, Teunion, Teunon, Tewnion, Tinnon, Tucks, Wadsworth, Wadsworther, West, Whammond, Whyman, Whymon, Willgook.